# Aarekraftwerk Klingnau
Das Aarekraftwerk Klingnau (AKA) ist ein Laufwasserkraftwerk an der Aare zwischen den Aargauer Gemeinden Klingnau und Koblenz. Das Kraftwerk ist Eigentum der Aktiengesellschaft Aarekraftwerk Klingnau AG mit Sitz in Klingnau. Die Anlage steht im Landschaftsschutzgebiet Aarelandschaft bei Klingnau, das im Bundesinventar der Landschaften und Naturdenkmäler von nationaler Bedeutung verzeichnet ist.

## Eigentümer
Aktionäre sind:
- AEW Energie AG (40 %)
- Axpo AG (ehemalige Nordostschweizerische Kraftwerke, NOK) (60 %)

## Geschichte
Die Anlage wurde von 1931 bis 1935 etwa 400 Meter oberhalb der Mündung der Aare in den Rhein erbaut. Somit bildet das Kraftwerk mit dem Klingnauer Stausee die letzte Staustufe an der Aare. Der Bau wurde in der damaligen Krisenzeit stark kritisiert, da der inländische Energiebedarf schon zu beinahe 100 Prozent gedeckt war. In der Anfangszeit war das deutsche Rheinisch-Westfälische Elektrizitätswerk neben dem Kanton Aargau der grösste Aktionär der Aarekraftwerk Klingnau AG und bezog über eine grenzüberquerende Hochspannungsleitung bis in die Zeit des Zweiten Weltkriegs den Hauptteil des in Klingnau produzierten Stroms.
Im Jahr 2012 entschied der Kanton Aargau die Konzession für das Kraftwerk neu zu vergeben. Dafür bewarben sich zwei Konsortien. Den Zuschlag erhielten schliesslich die Axpo AG und die AEW Energie AG. Seit 2015 führen diese beiden Unternehmen als Alleinaktionäre das Kraftwerk als AG unter dem Namen Aarekraftwerk Klingnau AG.

## Fischtreppe
Die Fischtreppe wird voraussichtlich ab 2026 umfassend saniert. 2024 wurde bekannt, dass die Anlage wegen der zunehmenden Verbreitung der Schwarzmeergrundel vorübergehend geschlossen werde und eine Grundelsperre installiert werden soll.

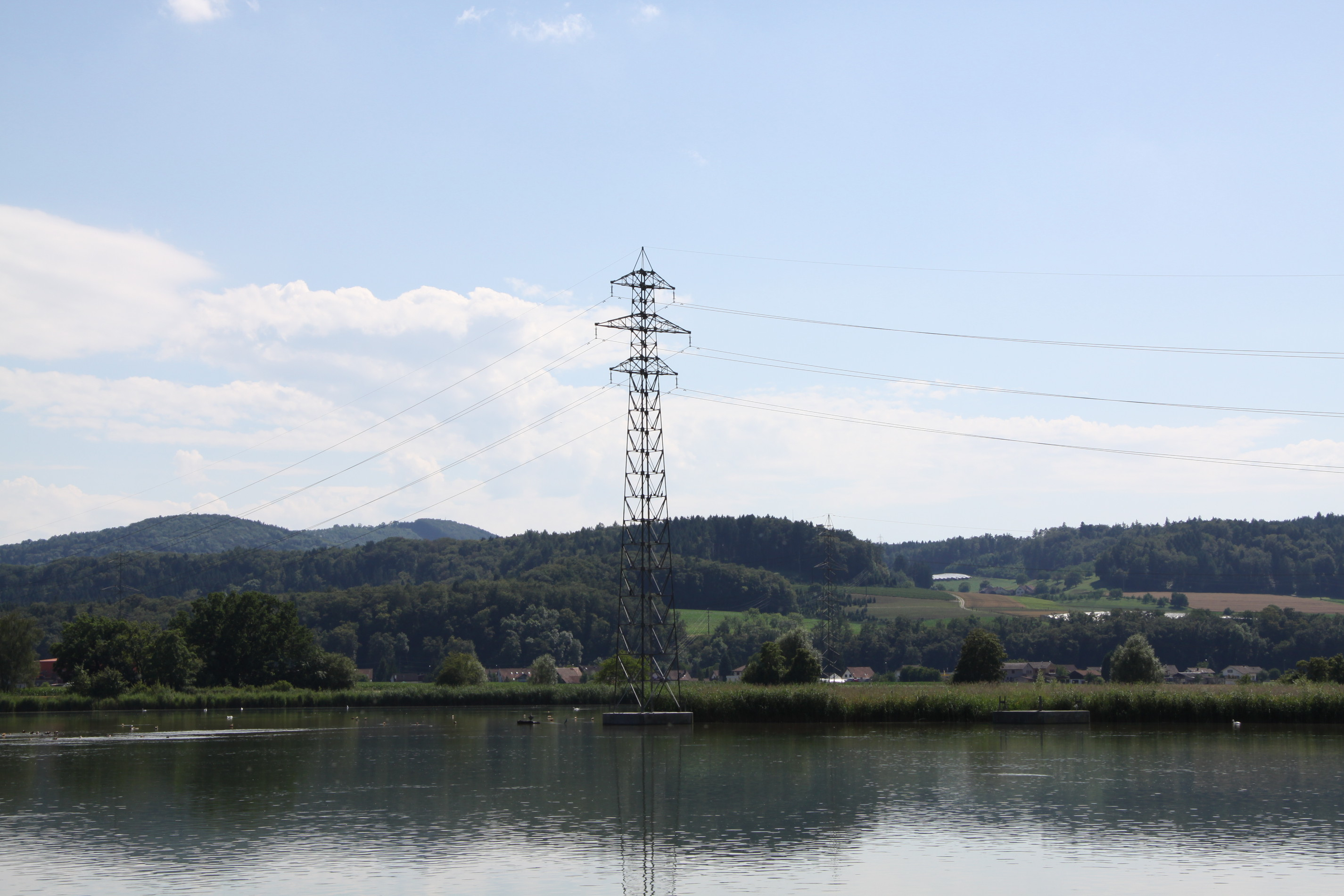
Strommast im Klingnauer Stausee
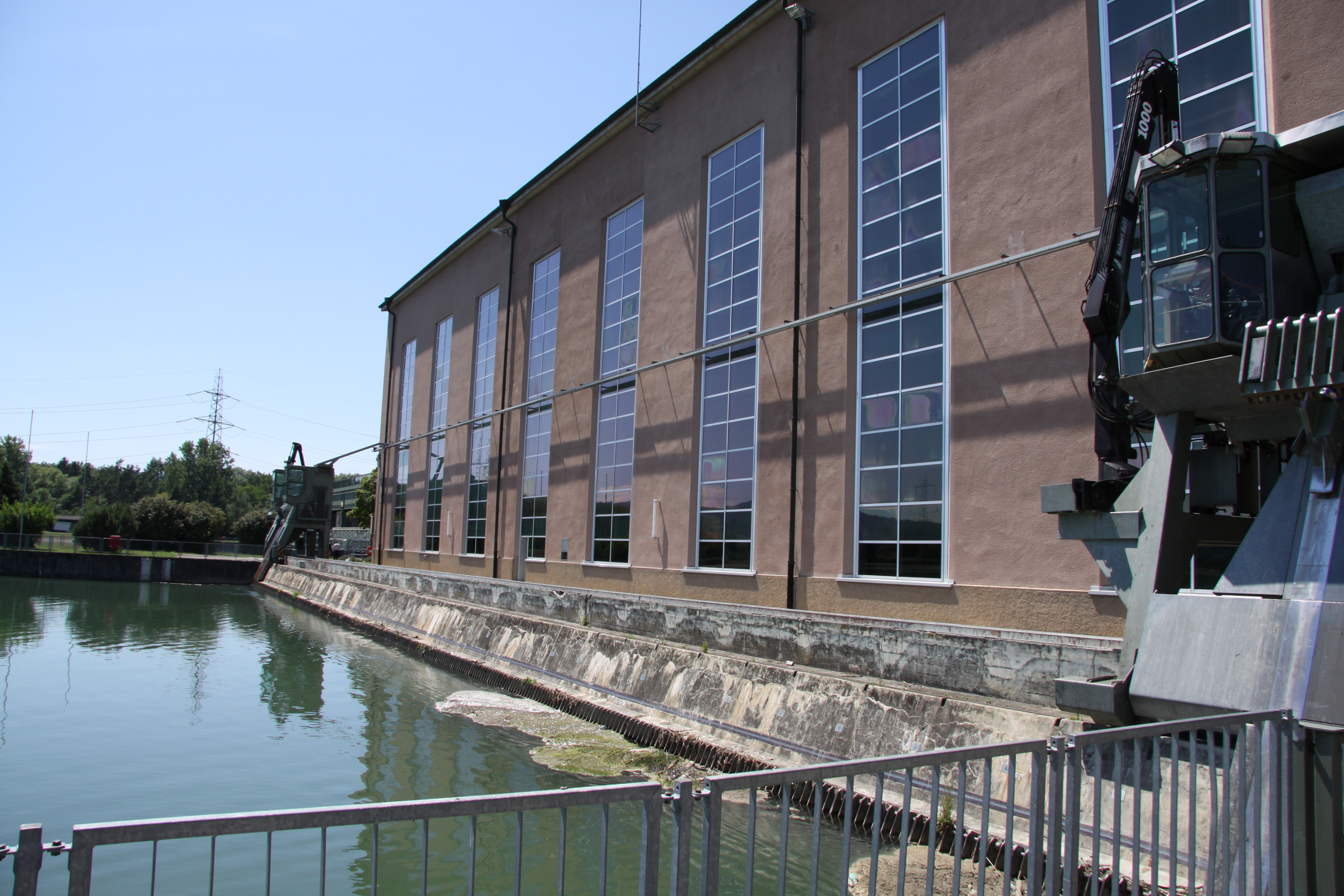
Kraftwerk beim Einlaufrechen Oberwasserseitig
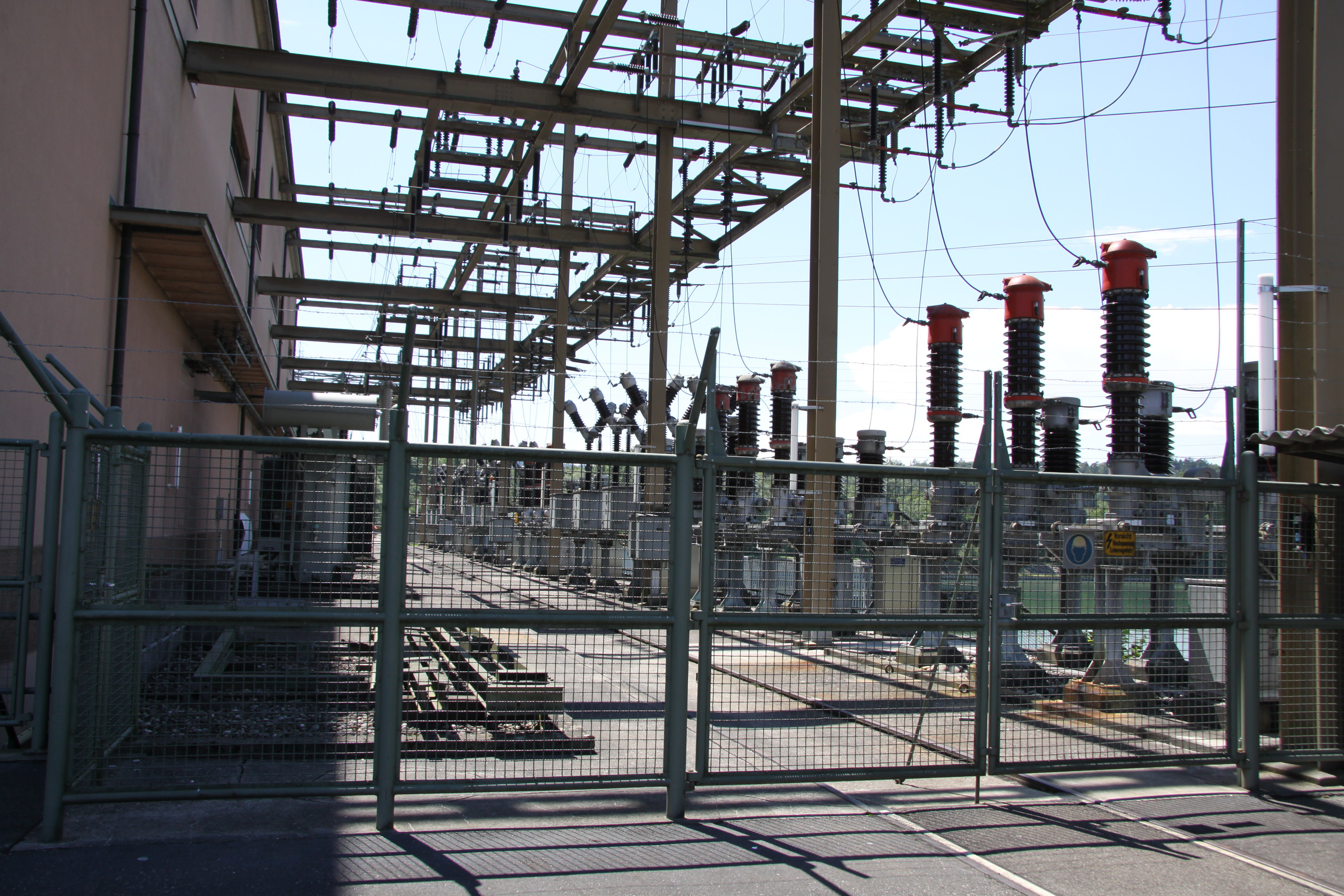
Schaltanlage, Rechts im Bild die Generatoren-Leistungsschalter